# Phil del Futuro
Phil del Futuro (en inglés: Phil of the Future) es una serie de comedia que fue producida por 2121 Productions. Debutó el 18 de junio de 2004 en Disney Channel, la serie fue cancelada  oficialmente el 18 de agosto del 2006. Las estrellas de la serie, incluyendo Ricky Ullman (Phil Diffy), entre otros están intentando salvar la serie participando en la organización "Save Phil Days" con el sitio web (). Los episodios restantes del programa se estrenaron en agosto de 2006, aun el episodio final titulado "Back to the Future" estreno el 19 de agosto de 2006 en EUA.

## Sinopsis
Phil Diffy, su hermana Pim, su madre Bárbara, y su padre Lloyd, son del año 2121. Con su máquina del tiempo para las vacaciones, recorren diferentes siglos, pero debido a un accidente se ven obligados a quedarse en el año 2004. La familia debe ajustarse a la vida en el siglo XXI mientras que se cercioran de que nadie descubra que son del futuro, esperando que un día Lloyd encuentre la forma de arreglar la máquina del futuro y puedan ir de nuevo a casa al año 2121. La mejor amiga de Phil, Keely Teslow es la única que sabe su secreto.
El tema central del episodio gira alrededor de Phil y generalmente de Keely. La trama menor, implica a la familia de Phil, generalmente Pim. Phil y Keely están enamorados, el uno del otro, pero ninguno de ellos se ha atrevido a contárselo al otro.

## Reparto

### Principales
- Ricky Ullman como Phil Diffy.
- Amy Bruckner como Pim Diffy.
- Craig Anton como Lloyd Diffy.
- Lise Simms como Barbara Diffy.
- Alyson Michalka como Keely Teslow.

### Secundarios
- J.P. Manoux como Curtis.
- J.P. Manoux como Subdirector Hackett.
- Kay Panabaker como Debbie Berwick.
- Evan Peters como Seth Wosmer.
- Brenda Song como Tía.
- Juliet Holland-Rose como Vía.
- Michael Mitchell como Owen.
- Suzanne Krull como Ms. Winston
- Rory Thost como Bradley Benjamin Farmer.
- Brandon Mychal Smith como "Pequeño Danny" Dawkins.
- Carlie Westerman como Lana cuello-roto.
- Spencer Locke como Cándida.

### Principales
- Philip "Phil" Diffy es el personaje principal en la serie. Estudia en noveno grado (primera temporada) y décimo (segunda) en la escuela secundaria H. G. Wells. Él parece estar interesado en cómo funcionan los artículos del siglo XXI. Phil tiene que componer con excusas frecuentes para ocultar el hecho de que es del futuro. Es el mejor amigo de Keely Teslow y eventualmente su novio. Phil es dos años más mayor que Pim.

- Pim Diffy es la hermana menor de Phil. Estudia séptimo grado (primera temporada) y octavo (segunda temporada). Pim es una muchacha chica cuyo sueño es dominar el mundo. Nunca hace nada bien e incluso sufre de megalomanía propensa. Pim se caracteriza especialmente por tener gusto de hacer bromas a la gente, principalmente a Phil, Debbie Berwick y el subdirector Hackett. Su único "amigo" es su compañero de clase "El Pequeño Danny Dawkins". Ella también intenta evitar a Debbie Berwick. A pesar de ser tan mala, en el fondo tiene buen corazón.

- Lloyd Diffy es el padre de  Phil y Pim que siempre trabaja en la reparación de la máquina de tiempo. Él era ingeniero en su vida del 2121. Él es paranoico sobre el gobierno (y el subdirector Hackett) que lo entienden y su familia es del futuro. Durante la vida de los Diffy en el presente, Lloyd y Curtis tienen una tienda de hardware.

- Barbara "Barb" Diffy es la madre de Phil y Pim. Ella está muy interesada en cómo las cosas trabajan en el siglo XXI. Barbara deja que sus hijos experimenten con las cosas del pasado ya que quiere hacer un estudio de ellas. Ella ama cocinar de la manera tradicional, sin embargo, su alimento termina generalmente quemado, porque en 2121 hacen el alimento con un aerosol.

Ella forzó a Pim para que fuera amiga de Debbie aunque Pim odia a Debbie.
- Keely Teslow es la mejor amiga de Phil' y eventualmente su novia. Ella es la única persona que sabe que Phil y su familia son del futuro. Keely Teslow es una muchacha energética, burbujeante que aspira ser reportera y es muy popular en la secundaria. Ella comienza a enamorarse de Phil a partir de la segunda temporada. Ella utiliza a veces las cosas de Phil para hacer su tarea. Ella destaca por su ropa extravagante y sus peinados tan numerosos. En un episodio, ella consigue ver su propio futuro y ve lo que ella hace y es una reportera exitosa tal y como ella quería. También se observa que ella está usando un anillo de bodas, pero rechaza ver quién es.

### Personajes secundarios
- Curtis el cavernícola Curtis es un cavernícola. Cuando los Diffy fueron en sus vacaciones a la Edad de Piedra. Al continuar las vacaciones en la máquina del tiempo, Curtis se metió como polizón dentro de un compartimento del vehículo, y fue hasta el año 2004 junto los Diffy. Los Diffy luchan por hacer que Curtis parezca una persona normal que finge a menudo ser el tío de Phil. En el transcurso de los episodios aprende a hablar.

Apariciones: 1.ª y 2ª Temporadas.
- Neil Hackett: Es el subdirector en la escuela de Phil, Keely y Pim. En la escuela, él es profesor de ciencia de Phil y de Pim en historia. Él tiene la duda de que la familia Diffy es alienígena, por su extraña forma de comportamiento.

Apariciones: 1.ª y 2ª Temporadas.
- Deborah Hortence "Debbie" Berwick es todo lo contrario a  Pim con una actitud muy feliz hacia vida. Es muy amigable e intenta hacer las paces con Pim. Vive con su abuela y su hora para dormir son las 6:00 P. m. Debbie también enseña clases de yoga. Sus otros amigos son Lana cuello-roto y Maya silenciosa. Debbie goza cantar y es muy inteligente en la escuela, puede llevar a cabo una nota por un tiempo muy largo. Se reveló en uno de los episodios que ella es un cyborg malvado del futuro que a la vez puede ser muy amigable, y fue destruida por Phil. Ella se derritió y ya nunca se supo más de su abuela.

Apariciones: 1.ª Temporada.
- Seth Wosmer es el amigo de Phil, Keely y de Tía durante la primera temporada. Fue sustituido en la segunda temporada por Owen.

Apariciones: 1.ª Temporada.
- Tía es la mejor amiga de Keely durante la primera temporada. Ella es guapa, popular, amistosa y siempre está vestida a la moda. Fue sustituida en la segunda temporada por Vía.

Apariciones: 1.ª Temporada.
- Vía es una muchacha de Inglaterra, transferida porque su padre es militar. Ella se hizo amiga de Keely gracias a Phil después de que Tía se mudara.

Apariciones: 2ª Temporada.
- Owen es el amigo de Phil a partir de la segunda temporada sustituyendo a Seth. Él no es elegante y es tranquilo, también constantemente intenta coquetear con chicas (pero nunca tiene éxito).

Apariciones: 2ª Temporada.
- Ms Winston es la profesora de Pim en la segunda temporada.

Apariciones: 2ª Temporada.
- Bradley es el rival de Pim en la segunda temporada. Siempre le tiende trampas a Pim, aunque se burlan de su estatura, pero Pim prefiere llamarlo un "munchkin"

Apariciones: 1.ª Temporada.
- "Pequeño Danny" Dawkins (por Brandon Smith): Él es "amigo" de Pim a partir de la segunda temporada.

Apariciones: 2ª Temporada.
- Lana cuello-roto y Cándida: Las pijas de la muerte que le hacen la vida imposible a Pim, poniéndola siempre en aprietos para burlarse de ella.

Apariciones: 1.ª y 2ª Temporadas.

## DVD

### Gadgets & Gizmos
(Lanzado el 16 de agosto de 2005)
Episodios incluidos:
- My Way
- Age Before Beauty
- Double Trouble
- Team Diffy (nunca antes visto)

### Disney Channel Holiday
(Lanzado el 1 de noviembre de 2005)
Episodio:
- Christmas Break

## Cancelación
A principios de 2005, la actriz Alyson Michalka quien interpreta a Keely firmó con Hollywood Records para hacer el dueto Aly & AJ junto a su hermana Amanda Michalka, por lo cual el elenco se fue desintegrando ya que Michalka grababa el primer álbum del dueto.
Ullman ya quería romper el contrato con la empresa Disney y Amy Bruckner iba a actuar en un film, además que la serie perdió índice de audiencia muy significativamente.
Disney dio por cancelado al show en abril del 2005, quedando algunos episodios con su estreno pendiente y así fue hasta agosto de 2006 donde se estrenó el capítulo final, "Back to the Future" donde Lloyd al fin repara la máquina del tiempo y Phil se debe de separar de Keely.